# Bianca Ryan
Bianca Ryan (nascida Bianca Taylor Ryan, Filadélfia, 1 de setembro de 1994) é uma cantora norte-americana. Bianca ficou famosa por ganhar o programa America's Got Talent em que impressionou a todos com sua voz. Recebeu 1 milhão de dólares do programa que ganhou para gravar seu primeiro CD. Uma semana depois do lançamento do CD, ele estava tocando por todo os EUA e na Billboard.

## Discografia
- (2006) Bianca Ryan
- (2006) Bianca Ryan: Christmas Everyday